# サスペンダーショーツ
サスペンダーショーツ（英語: Suspender Shorts）は、フロントがV字型にカットされバックとサイドが細いひも状にデザインされているGストリングとサスペンダーが一体型となった下着である。一般的に伸縮性のある素材が使用されているため、どんな姿勢にもフィットする機能をもっている。
男女の肉体的あるいは性的魅力を引き出すために設計されたセクシーランジェリーの一種であり、装飾性が重視されているため生地が薄くて肌に密着したデザインになっている。